# Schlacht bei Breitenfeld (1631)
Frankfurt – Magdeburg – Werben – Breitenfeld – Bamberg – Rain – Wiesloch – Alte Veste – Lützen – Hessisch Oldendorf – Steinau – Liegnitz – Regensburg – Nördlingen
Die Schlacht bei Breitenfeld von 1631 zwischen einem schwedisch-sächsischen Heer und dem Heer der Katholischen Liga fand statt am 7. Septemberjul. / 17. September 1631greg., ein Jahr nach dem Eingreifen Schwedens in den Dreißigjährigen Krieg und nur wenige Tage nach dem Abschluss eines Bündnisvertrages zwischen Schweden und dem Kurfürstentum Sachsen. Der Ort der Schlacht liegt nördlich von Leipzig zwischen den Dörfern Breitenfeld und Seehausen. Das Heer der Katholischen Liga erlitt eine schwere Niederlage.

## Verlauf

### Entwicklungen vor der Schlacht
Das Heer der Katholischen Liga unter dem Liga-Heerführer Tilly hatte am 14. September die Festung Pleißenburg erobert, dann in der Stadt Leipzig ausgiebig geplündert und große Beute gemacht. Als Lager für das Heer wählte Tilly ein erhöhtes Areal in der Nähe der Stadt, das die Gewähr bot, dort nicht angegriffen werden zu können. Bei einer Erkundung der näheren Umgebung entdeckte der Stellvertreter von Tilly und Führer der Liga-Kavallerie Pappenheim am 16. September mit seiner Kavallerietruppe das Feldlager des schwedischen Heeres und wurde dabei in ein Gefecht verwickelt, aus dem er sich nicht gefahrlos befreien konnte. Pappenheim, der zu spontanen, unüberlegten Aktionen neigte und Tilly für zögerlich, unfähig und senil hielt, forderte Tilly mit einem Boten auf, ihn und seine Kavallerietruppe, dort wo er stand, gegen den Feind zu unterstützen. Tilly hatte aber einen anderen Zeitplan verfolgt und erwartete die Verstärkung seines Heeres durch das aus Mantua zurückkommende Korps von Johann von Aldringen. Tilly war über die Eigenmächtigkeit von Pappenheim sehr verärgert, entschloss sich aber trotzdem, dessen Aufforderung zu folgen. Er zog mit dem Heer zum gewünschten Standort beim Dorf Breitenfeld, 6 km nördlich von Leipzig, ließ das Liga-Heer mit 40.000 Mann dort lagern und auf einer langgestreckten freien Ebene eine vorteilhaft leicht erhöhte Position einnehmen.

### Aufstellung
Am frühen Vormittag des 17. September 1631 rückte das vereinigte schwedisch-sächsische Heer heran, traf auf das bereits aufgestellte Liga-Heer und begann mit der Aufstellung. Das Heer wurde von König Gustav Adolf von Schweden und von Kurfürst Johann Georg geführt und war mit ca. 47.000 Mann dem Liga-Heer zahlenmäßig um ca. 10.000 Mann und an Geschützen deutlich überlegen.

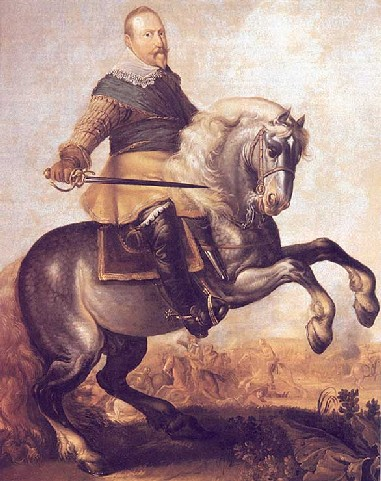
Gustav II. Adolf in der Schlacht bei Breitenfeld, unbekannter Maler, 17. Jhdt

Die Aufstellung des Liga-Heeres war in der Tradition der herkömmlichen Ordonnanz (Gefechtsordnung) erfolgt und hatte eine ca. 4 km lange Front ergeben, mit Sonne und Wind im Rücken, so dass bei der herrschenden hohen Temperatur die schwedisch-sächsischen Truppen benachteiligt waren.
- Fußtruppen im Zentrum (ca. 25.000 Mann) formiert in ca. 15 Gewalthaufen (30 Reihen hintereinander zu 50 Mann, Pikeniere und Musketiere)
- Kavallerie massiert aufgestellt mit jeweils 5.000 Mann auf beiden Flügeln.[3]

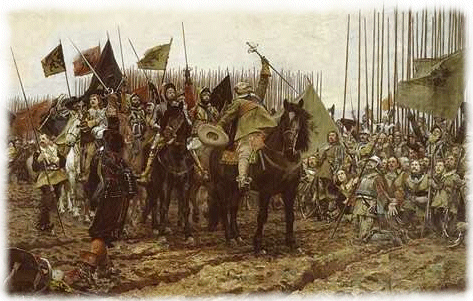
Gebet der Schweden vor der Schlacht

Die Aufstellung des schwedisch-sächsischen Heeres war ca. 5 km lang und wegen unterschiedlicher Traditionen der beiden Heeresteile nicht einheitlich.
- Die sächsische Reiterei mit Kurfürst Johann Georg an der Spitze stellte sich am linken Flügel massiert auf und bildete mit ihren schönen Uniformen einen prachtvollen Anblick.
- Zur Mitte hin schlossen sich sächsischen Fußtruppen an die schwedischen Fußtruppen an.

Gemäß der von Gustav Adolf übernommenen Gefechtsordnung setzten die Schweden auf ein beweglich geführtes Gefecht, was eine völlig neue Art der Organisation und eine weit gefächerte Aufstellung der Truppen erforderlich machte.
Wegen einer verbesserten Waffentechnik war bei den Schweden auch ein enges, gut abgestimmtes Zusammenwirken verschiedener Waffen zu einem wesentlichen Teil der neuen Gefechtsordnung geworden. Die Zahl der Pikeniere war zugunsten der Musketiere auf ein Drittel reduziert worden, was zur Folge hatte, dass der Nahkampf an Bedeutung verloren hatte zugunsten des Feuerkampfes der Musketiere. Um eine schnellere Schussfolge zu erreichen, wurden die Musketiere in nur noch sechs Mann tiefen Staffeln mit kniender erster Reihe so aufgestellt, dass die beiden vordersten Reihen gleichzeitig feuern konnten und dann gleichzeitig nach hinten wechselten, um beim erneuten Vorrücken nachzuladen. Die Musketiere bekamen dadurch eine entscheidende Rolle beim Gefecht und deshalb waren die Abläufe und das Nachladen den Söldnern durch enormen Drill eingeübt worden. Die Feuerkraft der schwedischen Infanterie erwies sich als dreimal wirksamer als die der Ligatruppen und wurde noch erhöht durch leichte bewegliche Begleitgeschütze, die neben Kugeln auch Kartätschen verschossen, um auf kürzeste Distanz feindliche Formationen zu zerschlagen.
- Statt die schwedische Kavallerie massiert am rechten Flügel aufzustellen, wurden kleine Reitergruppen mit Bewegungsfreiräumen zu allen Seiten gebildet.
- Zwischen den Reitergruppen gab es viereckige Gruppen von Musketieren und Pikenieren mit jeweils nur 6 Reihen hintereinander zu 50 Mann.

Die schachbrettartige Aufstellung machte das schwedische Heer viel stabiler gegen Angriffe von verschiedenen Seiten. Das zeigte sich exemplarisch schon in der 1. Phase der Schlacht, als die ligistische Reiterei unter Pappenheim versuchte, das schwedische Heer auf dem rechten Flügel großräumig zu umgehen und im Rücken die Reservetruppen anzugreifen. Dieser Kavallerieangriff konnte von schwedischen Reitern, verstärkt durch begleitende Musketiere, die sofort zur Stelle waren und bevorzugt auf feindliche Pferde schossen, abgewehrt werden.
Die schwere Artillerie verblieb für massive Feuerzusammenfassungen bei der Reserve.
Die Schlacht verlief in drei Phasen: Erstens der Angriff der Liga-Truppen, dann deren Vorrücken nach Nordosten und schließlich deren Umschließung und Vernichtung durch die Schweden.

Die Schlacht nach einer zeitgenössischen Darstellung

### Verlauf der Schlacht
1. Phase
Bereits zum Auftakt der Schlacht bewies das mehrere Stunden bis zum frühen Nachmittag andauernde Artillerie- und Musketengefecht die Feuerüberlegenheit der schwedischen Kanoniere und Musketiere, die auf eine Salve der Ligatruppen mit drei bis fünf Salven aus ihren Rohren antworteten. Am frühen Nachmittag erfolgte ausgehend vom linken Liga-Flügel nach einer weiträumigen Umgehung ein zunächst als geglückt erscheinender Reiterangriff von Pappenheim auf den rechten Flügel der Schweden. Dort traf der Angriff auf die kombinierte Abwehr von Musketieren, Infanterie und Kavallerie, wobei sich die schwedischen Musketiere vor allem darauf konzentrierten, die Pferde der Angreifer niederzuschießen und sich dann in den Schutz von Pikenieren zurückzuziehen. Das Gefecht dehnte sich im gegenseitigen Versuch, den Gegner zu überflügeln, nach Westen aus. Am Ende seines Vorstoßes sahen sich die Reiter Pappenheims selbst umzingelt und entkamen nur mühsam.
2. Phase

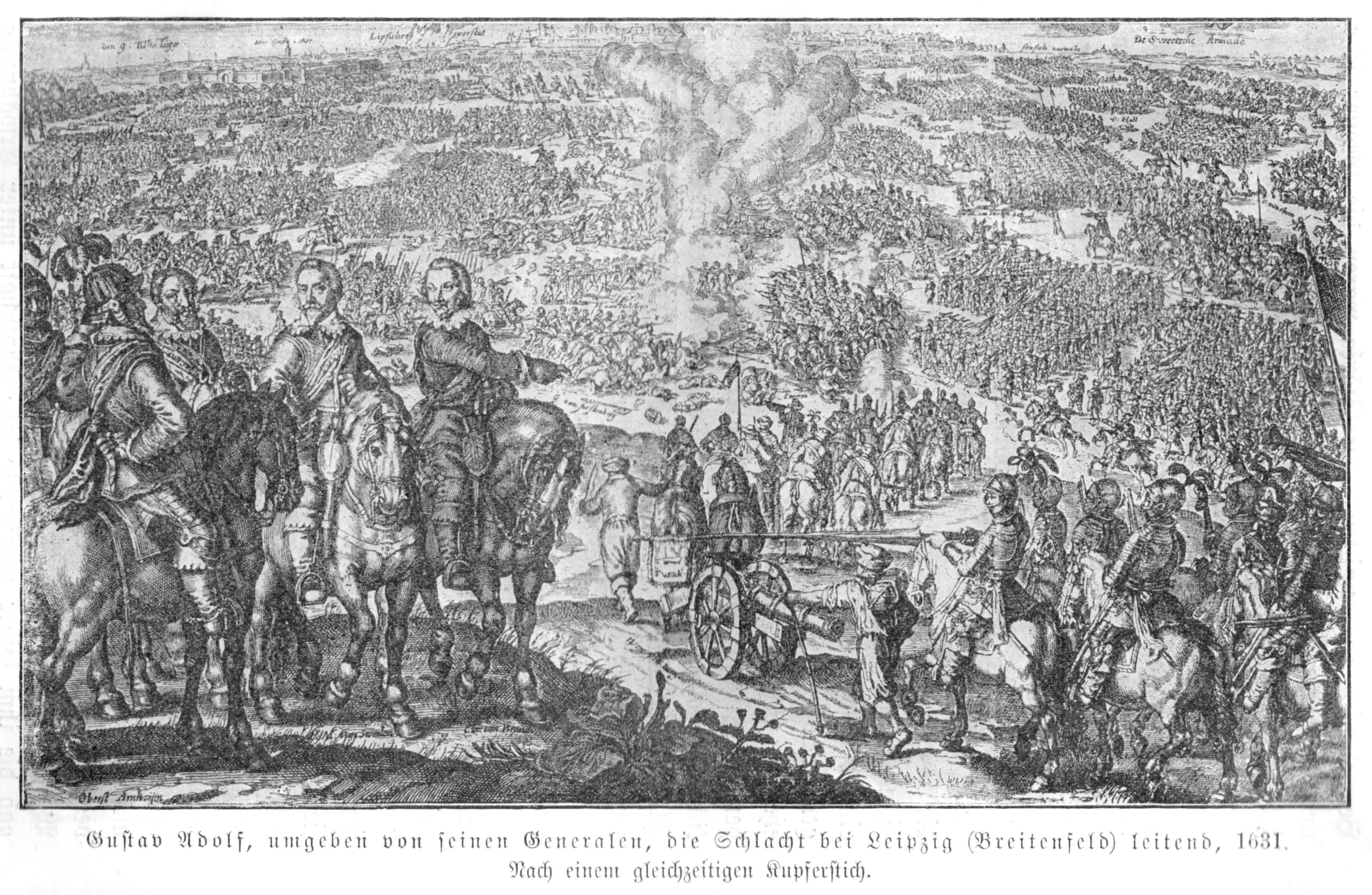
Gustav Adolf, umgeben von seinen Generalen, die Schlacht bei Breitenfeld leitend

Angesichts der heftigen Kämpfe, die sich aus Sicht Tillys an der linken Flanke zwischen den Liga-Reitertruppen unter Pappenheim und schwedischen Truppen entwickelt hatten, ergriff Tilly die Chance, zu der Zeit, in der die Schweden im vollen Kampf gebunden waren, mit vier Tercios gleichzeitig auch den anderen Flügel der gegnerischen Truppen dort anzugreifen, wo die sächsischen Regimenter und die sächsische Artillerie unter dem Oberbefehl von Arnim und Klitzing aufgestellt waren. Die erst vor kurzem angeworbenen und unerfahrenen sächsischen Söldner hatten während der letzten Stunden dem Beschuss tapfer standgehalten, gerieten dann aber beim Angriff der Tercios unter so heftigen Beschuss, dass in der ersten Reihe ein Blutbad angerichtet wurde und die nächsten Reihen ins Wanken gerieten. Aus dem Wanken wurde nach und nach eine Fluchtbewegung, als die Kroatische Reiterei der Liga-Truppen, angeführt von Palant und Holck unter ohrenbetäubendem Lärm und in eine Staubwolke gehüllt den Schlussangriff führte. Als Erste flüchteten die sächsischen Kanoniere. Ihre Kanonen wurden von den Angreifern übernommen und auf die sächsische Reiterei gerichtet. Das nahm Kurfürst Johann Georg als Anführer der Reiterei zum Anlass, sein Pferd zu wenden und vom Schlachtfeld bis zum 20 km entfernten Eilenburg zu fliehen. Auch der Befehlshaber des sächsischen Heeres Arnim konnte nach der Flucht des Kurfürsten die Flucht der sächsischen Reiterei und der Fußtruppen nicht mehr aufhalten. Die Flüchtenden versäumten es beim Passieren des Rückraums aber nicht, die dort stehenden schwedischen Trosswagen zu plündern.
Tilly nutzte die Flucht der sächsischen Truppen und setzte die Liga-Infanterie diagonal zum Frontverlauf in Richtung des wankenden, teilweise schon aufgelösten gegnerischen Flügels in Marsch. Dort konnte die vorstoßende kaiserliche Kavallerie zeitweise sogar in den Rücken der schwedischen Truppen vordringen und damit war der nach der 1. Phase unwahrscheinlich gewordene Sieg der Liga-Truppen jetzt wieder greifbar nahe. Für das schwedische Heer begann eine entscheidende Phase, in der es – jetzt in Unterzahl – der geballten Wucht der Angriffe des Liga-Heeres standhalten musste. Allerdings waren die Pappenheim-Liga-Kürassiere und ihre Pferde nach den anfänglichen Kämpfen auf dem rechten schwedischen Flügel stark dezimiert und ziemlich erschöpft, denn sie waren dort nicht durch Musketiere unterstützt worden. Dagegen standen die schwedischen Reiter-Musketier-Vierecke stabil wie Felsen, zwischen denen die Liga-Reiter dem Beschuss der Musketiere ausgesetzt waren.
Zudem hatte Gustav Adolf gemäß der in der Oranischen Heeresreform verankerten Treffentaktik sog. Zweite Treffen eingeteilt. Das waren Truppen, die auf die Unterstützung der Ersten Treffen festgelegt waren und jetzt eingreifen konnten. Diese jetzt eingreifenden Truppeneinheiten waren die frischesten Einheiten auf dem Feld und wurden unterstützt von äußeren Bedingungen, die sich zum Abend hin geändert hatten. Die niedrig stehende Sonne, die bisher die schwedischen Angreifer geblendet hatte, war verschwunden. Der Wind hatte gedreht und der Staub, das größte Übel des Tages, wurde nicht mehr den Schweden, sondern den Liga-Truppen ins Gesicht geblasen. Zum Einsatz kamen jetzt folgende Truppen:
- General Banér und seine leichte Reiterei (Finnen und Westgotländer) sowie seine schwere Kavallerie (Smaländer und Ostgotländer) traten zum Gegenangriff an und versprengten die Reste der Pappenheimer Kürassiere in Richtung Halle (Saale).
- Wegen der bedrohlichen Lage auf seiner linken Flanke befahl Gustav Adolf dort dem Führer des 2. Treffens General Horn, seine Infanterie-Truppen im rechten Winkel nach Osten einzuschwenken und dadurch die Liga-Reiterei von den Fußtruppen zu trennen.
- Lennart Torstenson als Kommandeur der schwedischen Artillerie nahm die in schwerfälliger Tercio-Formation zur Verfolgung der flüchtenden Sachsen vorrückende Liga-Infanterie von der Flanke her unter Beschuss. Bedrängt vom schwedischen Artillerie-Feuer und von fortlaufenden Kavallerieattacken mussten die Tercio-Formationen den Angriff abbrechen und zur eigenen Verteidigung übergehen.

3. Phase
Mit dem Vorrücken der schwedischen Infanterie nach Nordosten wurden die sächsischen Kanonen zurückerobert und das Zentrum der kaiserlichen Truppen mit seinen Artilleriestellungen zunehmend geschwächt. Gustav Adolf gruppierte deshalb die schwedische Kavallerie um: Die Hakkapeliitta, die finnische leichte Reiterei, stürmte unter persönlicher Führung des Königs die zentralen Artilleriestellungen des Gegners, gefolgt von der schweren Kavallerie unter General Banér und drei Infanterieregimentern. Tilly gelang es nicht mehr, die ausmanövrierten Tercios auf den neuen Gegner auszurichten und zusätzlich richteten die Schweden jetzt die erbeuteten Geschütze auf die kaiserlichen Truppen und nahmen sie von mehreren Seiten unter Feuer. Verfolgt von schwedischen Truppen begann die Flucht der Liga-Truppen.
Tilly wurde verwundet, stürzte vom Pferd, konnte sich wieder erheben, verlor jedoch nach einer zweiten Verwundung das Bewusstsein. Im Schutz der einbrechenden Dunkelheit wurde er gerettet und gelangte am anderen Morgen mit nur noch 600 Mann nach Halle.
Pappenheim blieb auf dem Schlachtfeld zurück, geriet in einen schweren Rückzugskampf und versuchte die Reste des Heeres zu retten. Bei beginnender Dunkelheit konnte er seine Verfolger abwehren und erreichte mit vier Regimentern zunächst Leipzig. Dort konnte er sich nur bis zum nächsten Morgen halten und zog dann nach Halle weiter.

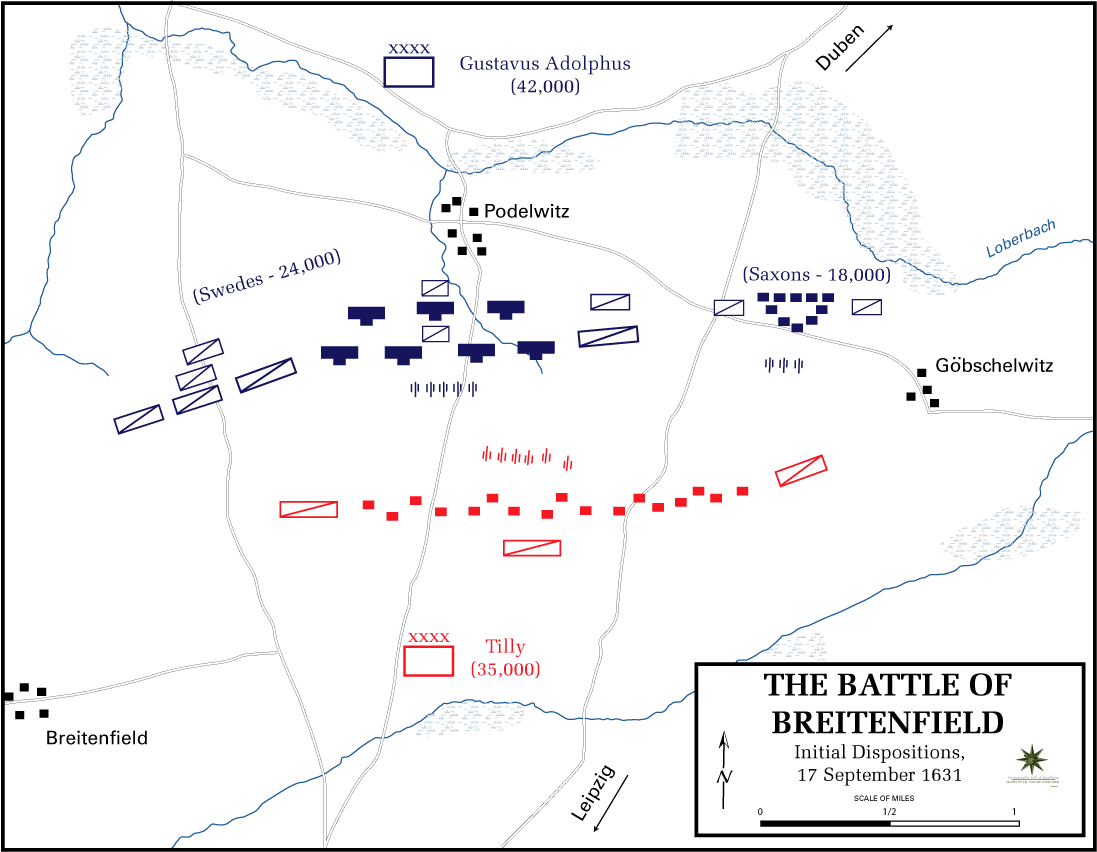
Anfangs-Aufstellung
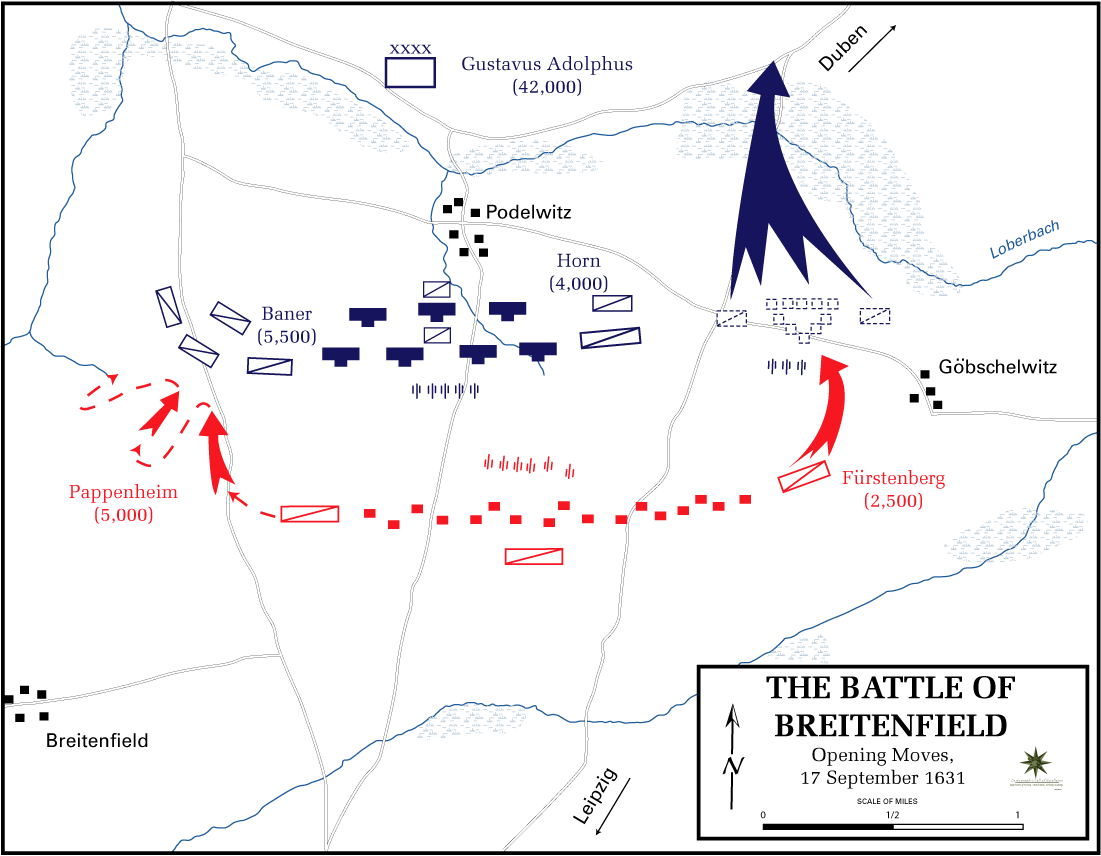
Eröffnungs-Aktionen
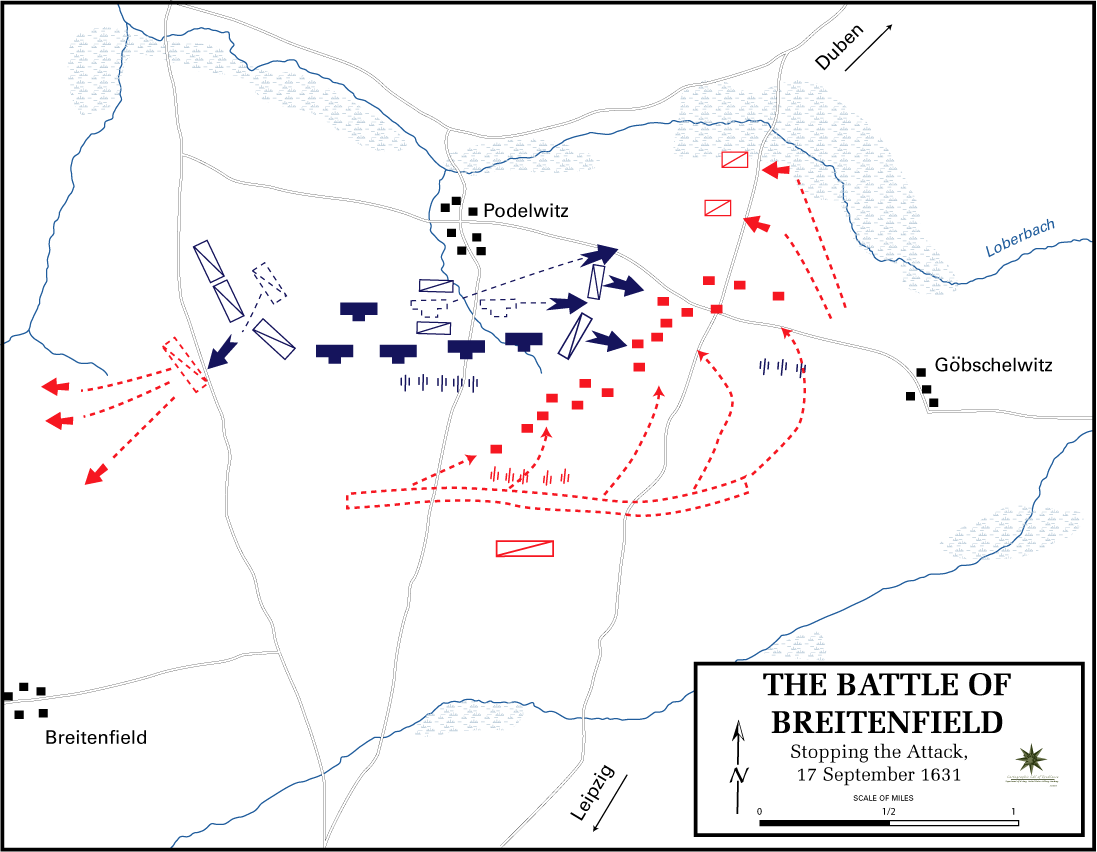
Beendigung der Attacke
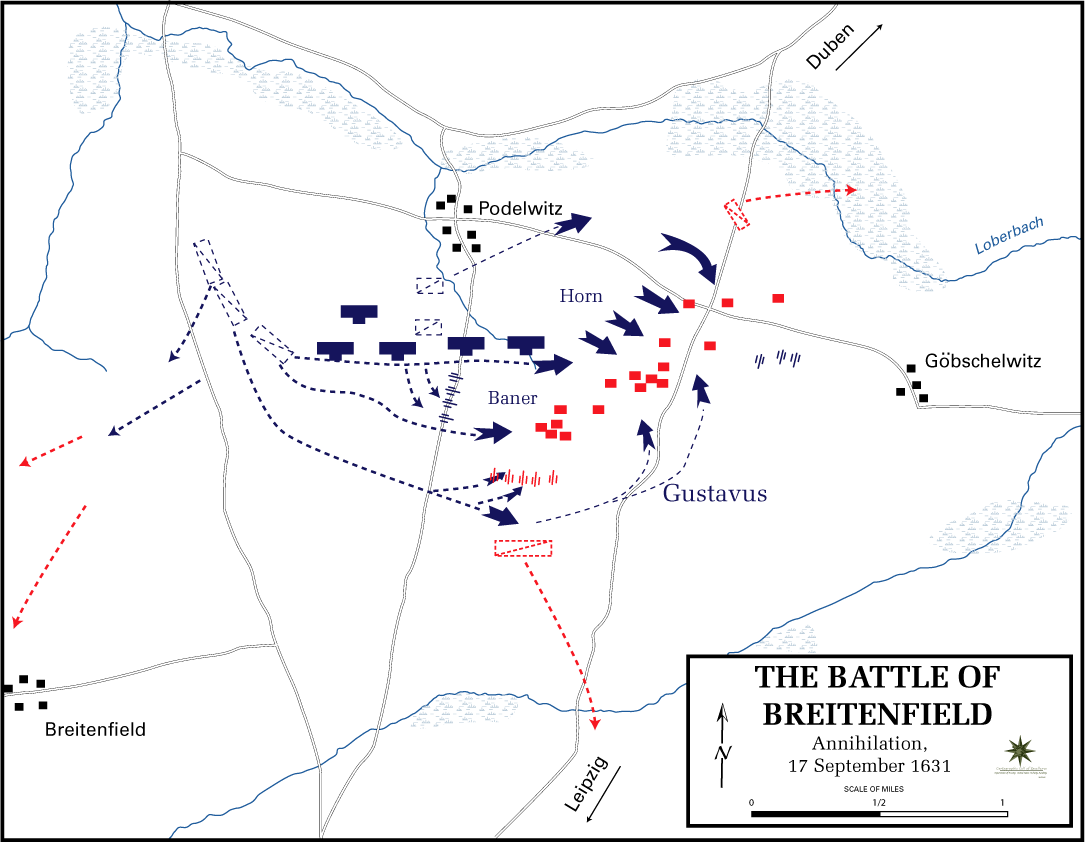
Vernichtung

## Militärstrategische Folgen
Die vom Kaiser gestützte Liga-Armee und damit die katholische Seite hatte in dem seit 13 Jahren andauernden Krieg ihre erste große Niederlage erfahren. Die hohen Verluste der kaiserlichen Liga-Armee auf dem Schlachtfeld erhöhten sich noch im Laufe der Flucht der überlebenden Reste. Eine ungezählte Anzahl von flüchtenden und desertierten Söldnern des katholischen Liga-Heeres wurde von der sächsischen Bevölkerung und von Bauerngruppen gejagt und erschlagen. Die Bevölkerung rächte sich auf diese Weise für alle im Laufe der Vorjahre erlittenen Plünderungen durch diese Armee. Tilly, der bis dahin erfolgreichste Feldherr der katholischen Seite, war zum großen Verlierer geworden. Aber trotz der Niederlage und der Verluste sammelten sich einige Tage später im 100 km entfernten Halberstadt noch 13.000 Überlebende, mit denen Tilly sofort ein neues Heer zusammenstellte, um das nun von den Schweden bedrohte Bayern zu schützen.
Für die Protestanten war der große Sieg ein Befreiungsschlag und hatte im ganzen Reich eine Flut von Flugblättern zur Folge, die den triumphalen Sieg der Protestanten bekanntmachen sollten. Die Zerstörung von Magdeburg, die einen Proteststurm der Protestanten ausgelöst hatte, war nun gerächt worden und das die Protestanten bedrohende Restitutionsedikt war wertlos geworden. Die neue Taktik eines jungen protestantischen Königs aus Schweden hatte gesiegt über die veraltete Taktik eines vergreisten katholischen Feldherren. Die erbeuteten 120 Fahnen der geschlagenen Regimenter werden noch heute in der Riddarholmskirche in Stockholm aufbewahrt.
Nach der Schlacht waren die Truppen der Schweden zahlenmäßig stärker als zuvor, da 7.000 Liga-Söldner als Gefangene auf die schwedische Seite gewechselt waren. Im Laufe der folgenden Wochen schlossen sich nach den bereits mit Gustav Adolf verbündeten Herzögen von Mecklenburg viele weitere Reichsfürsten und Reichsstädte dem sächsisch-schwedischen Bündnis an. Der Zustrom von Freiwilligen war so stark, dass schon bald sieben schwedische Heere mit insgesamt 80.000 Mann gebildet werden konnten, zumal Frankreich den Schweden finanzielle Unterstützung zugesichert hatte.
Dagegen war die finanzielle Unterstützung der kaiserlich-bayerischen Kriegsführung durch spanische Zuschüsse gefährdet, denn die Versorgung der spanischen Truppen am Rhein war durch die schwedische Beherrschung der rechten Rheinseite unsicher geworden. Als Folge von Konflikten mit Herzog Karl IV. (Lothringen), einem Verbündeten des Kaisers, hatten auf der linken Rheinseite französische Truppen ohne Kriegserklärung Lothringen besetzt und wurden zur Bedrohung von dort stationierten spanischen Truppen. Für den Kaiser besonders prekär wurde die Lage, als die beiden am Rhein liegenden Kurfürstentümer Kurköln und Kurtrier den Durchmarsch spanischer Truppen verweigerten und sich unter den Schutz von Frankreich stellen wollten, um nicht von den protestantischen Truppen des schwedischen Königs Gustav Adolf besetzt zu werden.
Nach seinem überwältigenden Sieg hatte der schwedische König auf seinem beginnenden Eroberungszug damit begonnen, die katholischen Bischöfe zu vertreiben und die Bistümer als Geschenke an seine Marschälle zu verteilen. Damit entwickelte er sich zu einer Belastung für Richelieu und für die französische Politik, die zwar gegen die Habsburger gerichtet war, aber nicht gegen den Katholizismus und auch nicht gegen das katholische Bayern. In wochenlangen Verhandlungen versuchten französische Gesandte vergeblich, ihrem Verbündeten Gustav Adolf Schranken zu setzen und ihn dazu zu bewegen, sich auf die Besetzung von Norddeutschland zu beschränken und die Eroberungen am Rhein und auch den geplanten Vorstoß nach Bayern aufzugeben. Auch seine beiden kurfürstlichen Verbündeten in Sachsen und Brandenburg versuchten, Gustav Adolf Friedensverhandlungen schmackhaft zu machen und in den Verhandlungen mit Kompromissen das Erreichte zu sichern und nicht aufs Spiel zu setzen. Aber auch seine Verbündeten hatten den schwedischen König unterschätzt. Gustav Adolf wollte den Krieg fortsetzen und konnte es sich sogar vorstellen, als Kandidat bei einer Kaiserwahl anzutreten. Die grundsätzlichen Unterschiede in den Einstellungen zur Politik im Heiligen Römischen Reich hatten zur Folge, dass Gustav Adolf beiden Verbündeten misstraute und die Verbündeten ihrerseits nach dem Tod von Gustav Adolf (Nov. 1632) die Bündnisse mit den Schweden bald auflösten.
Für Kaiser Ferdinand II. war die bedrohlichen Entwicklung der militärischen Lage nach der Niederlage bei Breitenfeld bald klar, dass ein neues Heer benötigt wurde, und das konnte nur von Wallenstein aufgestellt und geführt werden, den er vor kurzer Zeit entlassen hatte. Nach vielen Bittbriefen des Kaisers im November und Dezember 1631 erklärte sich Wallenstein zum Ende des Jahres bereit, im Laufe von drei Monaten ein neues Heer zu bilden. Er wollte aber nicht für die Bezahlung zuständig sein und für sich selbst weitere Vollmachten erhalten.

Schlacht bei Breitenfeld
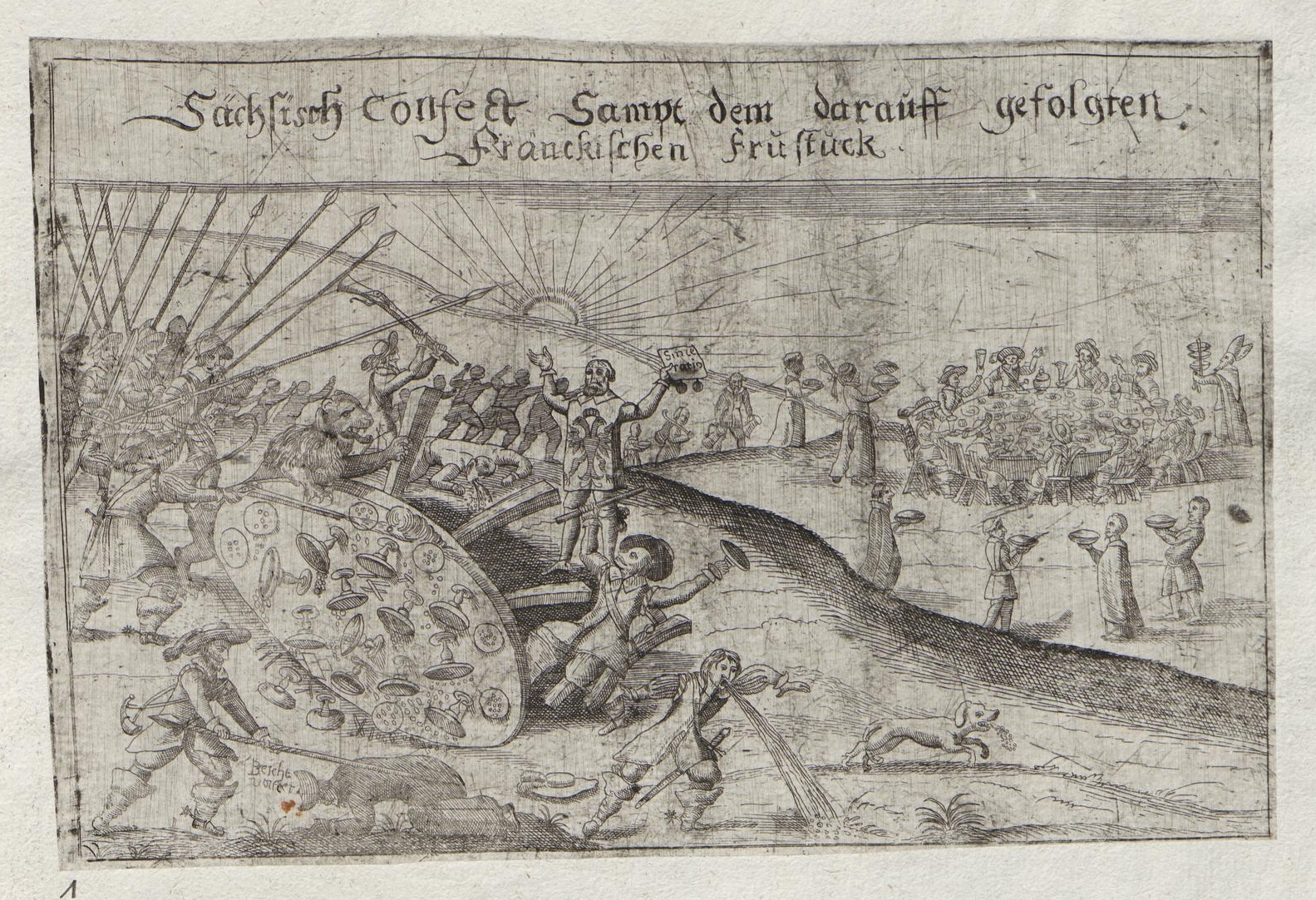
Motiv: "Sächsisch Confect Sampt dem darauff gefolgten Fränckischen Früstück" Karikatur zur Niederlage Tillys in der Schlacht von Breitenfeld und zu Gustav Adolfs Vorrücken gegen Mainz.

## Nachwirkungen und Gedenken

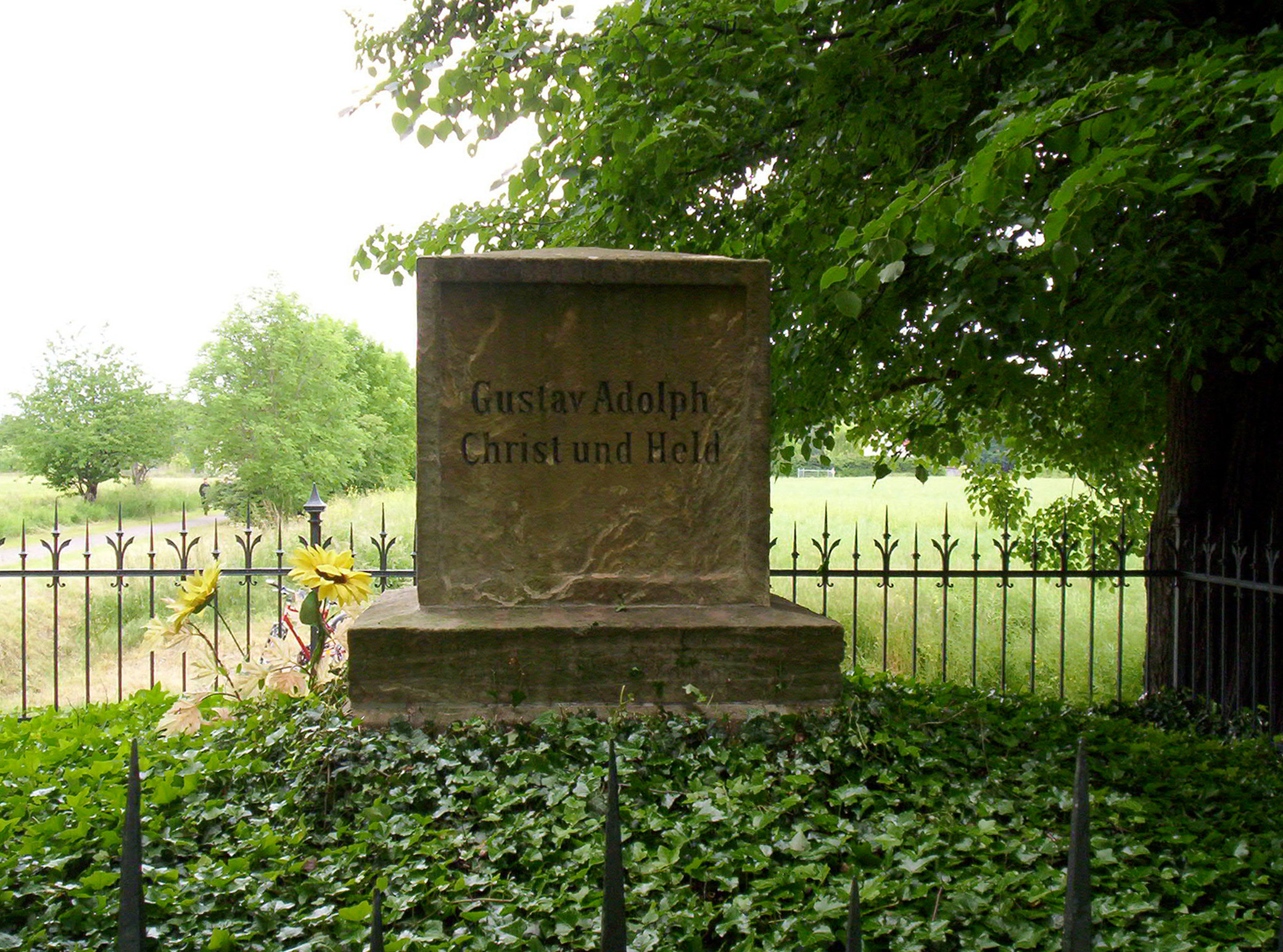
Gustav-Adolf-Denkmal in Breitenfeld (Leipzig)

Der überwältigende Sieg der beiden verbündeten protestantischen Heere der Schweden und Sachsen war für die Moral der protestantischen Bevölkerung und der protestantischen Reichsfürsten und Reichsstädte überaus wichtig. Die Protestanten waren im Laufe der Jahre nach vielen Niederlagen protestantischer Heere, nach den Vertreibungen des dänischen Königs (1626) und der Herzöge von Mecklenburg durch die katholischen Heere von Tilly und Wallenstein in die Rolle der dauernden Verlierer geraten. Der kaiserliche Erlass des Restitutionsediktes (1629) hatte der Entwicklung die Krone aufgesetzt und sollte mit der dauerhaften Enteignung die miserable Lage der Protestanten festschreiben.
Auch die von den Protestanten bejubelte Anlandung des schwedischen Königs Gustav Adolf mit seinem Heer an der Ostseeküste (1630) brachte nicht die erhoffte schnelle Veränderung der Lage, sondern zunächst die totale Zerstörung und Entvölkerung der erzlutherischen Stadt Magdeburg. Die Stadt hatte sich sogleich mit den Schweden verbündet, blieb aber ohne umfassenden Schutz und wurde im Mai 1631 durch Truppen der katholischen Liga unter Tilly erobert und zerstört. Die Empörung über die Zerstörung und die Enttäuschung über die ausgebliebene Hilfe der Schweden war groß. Umso größer war drei Monate später der Jubel nach dem umfassenden Sieg der Schweden bei Breitenfeld über die verhassten Tilly-Truppen, die in der Zwischenzeit zusätzlich begonnen hatten, Sachsen auszuplündern.
Mit dem Sieg bei Breitenfeld erwarb sich Gustav Adolf den Ruf als Retter des deutschen Protestantismus. Dieser Ruf hatte eine breite Bewegung der Verehrung von Gustav-Adolf im Reichsgebiet zur Folge. In Lobreden und Lobschriften wurden Charakter und Leistungen dieses Heerführers ausschließlich positiv beschrieben, so dass man von einer weit verbreiteten Herrschaftspanegyrik sprechen kann. Bei der zeitgenössischen Bevölkerung war die Bezeichnung des Königs als Löwe aus Mitternacht weit verbreitet und unterstellt wurde die Erfüllung einer paracelsischen Prophezeiung. Im schwedisch besetzten Erfurt wurde am 6. und 7. September 1632 mit einem an das jüdische Purim angelehnten Fest der Sieg gefeiert, was einer damals verbreiteten protestantischen Auslegung entsprach. Ebenso wurde ein Gedenktaler (Purimtaler) an den Sieg der schwedischen Truppen unter Gustav Adolf und an die dadurch ermöglichte Wiedereinführung des Protestantismus geprägt. Möglicherweise wurde Wilhelm Schickards 1634 erfolgte Herleitung des christlichen Karnevals vom Freudenfest Purim davon auch beeinflusst.
In verschiedenen Varianten überliefert ist der Spruch „Glaubensfreiheit für die Welt, rettete bei Breitenfeld, Gustav Adolf, Christ und Held“. Dieser Spruch war mit der voranzustellenden Datumsangabe „Am 7. September 1631 | 1831“ auf dem bereits im Jahre 1830 im Hinblick auf den 200. Jahrestag der Schlacht auf dem Breitenfelder Schlachtfeld errichteten Denkmal zu finden. 200 Jahre nach der Schlacht wurden die verschiedenen Jubiläen der Schlacht und des Königs in Schweden und Deutschland gefeiert. Der Kult um den König war breit verankert. In Schweden ging der Bischof und Dichter Esaias Tegnér soweit, Gustav Adolf Siege als Voraussetzungen für die Freiheit des Denkens und der Wissenschaft zu beschreiben. Die Errichtung des Denkmals bei Breitenfeld ging der 1832 erfolgten Gründung des Gustav-Adolf-Werkes in Leipzig voraus. Das Schlachtfeld bei Lützen, wo Gustav Adolf ums Leben kam, ist im Umfeld von Leipzig nur 25 km entfernt. Die von Gustav Adolf getroffenen strategischen Entscheidungen bei Breitenfeld wurden auch von Militärs, unter anderem bei Carl von Clausewitz, breit behandelt.